# Nicolás Ezequiel Gorosito
Nicolás Ezequiel Gorosito (Santa Fe, Provincia de Santa Fe, Argentina, 17 de agosto de 1988) es un futbolista argentino que juega en la A. D. Alcorcón de la Segunda División de España.

## Trayectoria
Tras jugar en su país, cuenta a sus espaldas con la experiencia adquirida en el Sportivo Belgrano, SFK Senica y en el Slovan en donde ha sido subcampeón de Eslovaquia. 
Llegó en junio de 2016 al Getafe C. F. de la Segunda División de España, libre procedente del Slovan de Bratislava en donde jugó 19 partidos en Liga y 12 de Liga Europa.
El 13 de enero de 2018 llegó libre al Albacete Balompié de la Segunda División, tras no contar con minutos en el Getafe C. F. En el conjunto manchego estuvo tres temporadas y media y el 25 de julio de 2021 firmó con la A. D. Alcorcón por una temporada.

## Clubes
| Club                    | División                      | País       | Año       | Partidos | Goles |
| ----------------------- | ----------------------------- | ---------- | --------- | -------- | ----- |
| Independiente de Tandil | Segunda División de Argentina | Argentina  | 2006-2009 |          |       |
| Club Sportivo Ben Hur   | Primera División de Argentina | Argentina  | 2009      |          |       |
| Sportivo Belgrano       | Primera División de Argentina | Argentina  | 2010      |          |       |
| Atlético de Rafaela     | Primera División de Argentina | Argentina  | 2010      |          |       |
| FK Senica               | Superliga de Eslovaquia       | Eslovaquia | 2011-2012 |          |       |
| ŠK Slovan Bratislava    | Superliga de Eslovaquia       | Eslovaquia | 2012-2016 |          |       |
| Getafe C. F.            | Primera División              | España     | 2016-2018 | 27       | 1     |
| Albacete Balompié       | Segunda División              | España     | 2018-2021 | 62       | 1     |
| A. D. Alcorcón          | Segunda División              | España     | 2021-     | 0        | 0     |
| TOTAL                   |                               |            |           | 89       | 2     |